# ジャコモ・ラスパドーリ
ジャコモ・ラスパドーリ（Giacomo Raspadori, 2000年2月18日 - ）は、イタリア・ベンティヴォーリオ出身のプロサッカー選手。アトレティコ・マドリード所属。イタリア代表。ポジションはフォワード、ミッドフィールダー。

## 経歴

### クラブ
2009年、プログレッソを経てサッスオーロの下部組織に入団した。ユースでは突出した才能を見せ、14歳の時にはインテルやミラン、さらにはローマといったクラブが獲得に名乗りを挙げたものの、ラスパドーリはサッスオーロに残った。
2018年8月9日、サッスオーロと自身初のプロ契約を4年間結ぶと、翌年5月26日、セリエAのアタランタ戦でプロデビュー。
2022年8月20日、買取義務付きの期限付き移籍でナポリへ移籍することが発表された。
2025年8月11日、スペインのアトレティコ・マドリードへ完全移籍し、5年契約を結んだ。マルカによれば移籍金は2100万ユーロ+出来高400万ユーロと推定されている。

### 代表
2021年6月2日、A代表未経験ながらUEFA EURO 2020を戦うイタリア代表に選出された。2021年6月4日、チェコとの親善試合で代表初出場。
UEFA EURO 2024に選出

## プレースタイル
センターフォワード、セカンドトップ、左ウイングを器用にこなす万能型FWとされている。また、トップ下としても攻撃の核とされている。
両足を遜色なく使いこなすことができ、逆足の左足でも強烈なシュートを打つことができる。

## 私生活
ラスパドーリは2000年2月18日、イタリア・ボローニャ県カステル・マッジョーレ（Bentivoglio付近）で生まれ、幼少期は兄エンリコと共に地元クラブ・Progresso Calcio 1919に所属していた。10歳半から11歳で兄に倣いサッスオーロの下部組織へ移籍し、家族のサポートを受けながら活動した。
少年時代はインテルの熱狂的サポーターで、サミュエル・エトーをアイドルとし、プレイステーションで彼を操作するほどだった。その後サッスオーロに移籍した際には、兄エンリコとの関係を優先して決断したという。
社会人になっても学業を続け、ナポリ移籍後はスポーツ科学を学びながら勉学とプロ活動を両立。2024年時点でも大学に在学中であると報告されている。
2024年5月10日、パートナーのエリーザ・グラツィアーニさんとの間に娘のカミッラが誕生し、家族にとって大きな喜びとなった。
私生活では家族を重視する姿勢が強く、自身が得点した際のゴールセレブレーションでは観客席の両親に目線を送り捧げたことを語っている。特にイングランド戦でのゴールは「非常に感情的な瞬間」として記憶に残っている。
趣味にはビデオゲームやアウトドア活動、家族や友人との時間を大切にすることを挙げており、落ち着いた性格で知られている。

## 個人成績

### クラブ
| 国内大会個人成績 | 国内大会個人成績 | 国内大会個人成績 | 国内大会個人成績 | 国内大会個人成績 | 国内大会個人成績 | 国内大会個人成績 | 国内大会個人成績 | 国内大会個人成績 | 国内大会個人成績 | 国内大会個人成績 | 国内大会個人成績 |
| 年度             | クラブ           | 背番号           | リーグ           | リーグ戦         | リーグ戦         | リーグ杯         | リーグ杯         | オープン杯       | オープン杯       | 期間通算         | 期間通算         |
| 年度             | クラブ           | 背番号           | リーグ           | 出場             | 得点             | 出場             | 得点             | 出場             | 得点             | 出場             | 得点             |
| イタリア         | イタリア         | イタリア         | イタリア         | リーグ戦         | リーグ戦         | イタリア杯       | イタリア杯       | オープン杯       | オープン杯       | 期間通算         | 期間通算         |
| ---------------- | ---------------- | ---------------- | ---------------- | ---------------- | ---------------- | ---------------- | ---------------- | ---------------- | ---------------- | ---------------- | ---------------- |
| 2018-19          | サッスオーロ     | 18               | セリエA          | 1                | 0                | 0                | 0                | -                | -                | 1                | 0                |
| 2019-20          | サッスオーロ     | 18               | セリエA          | 11               | 2                | 2                | 0                | -                | -                | 13               | 2                |
| 2020-21          | サッスオーロ     | 18               | セリエA          | 27               | 6                | 1                | 0                | -                | -                | 28               | 6                |
| 2021-22          | サッスオーロ     | 18               | セリエA          | 36               | 10               | 2                | 0                | -                | -                | 38               | 10               |
| 2022-23          | サッスオーロ     | 18               | セリエA          | 1                | 0                | 1                | 0                | -                | -                | 2                | 0                |
| 2022-23          | ナポリ           | 81               | セリエA          | 25               | 2                | 1                | 0                | -                | -                | 26               | 2                |
| 2023-24          | ナポリ           | 81               | セリエA          | 37               | 5                | 1                | 0                | -                | -                | 38               | 5                |
| 2024-25          | ナポリ           | 81               | セリエA          | 26               | 6                | 3                | 0                | -                | -                | 29               | 6                |
| 通算             | イタリア         | イタリア         | セリエA          | 164              | 31               | 11               | 0                | -                | -                | 175              | 31               |
| 総通算           | 総通算           | 総通算           | 総通算           | 164              | 31               | 11               | 0                | 0                | 0                | 175              | 31               |

### 代表
| イタリア代表 | 国際Aマッチ | 国際Aマッチ |
| 年           | 出場        | 得点        |
| ------------ | ----------- | ----------- |
| 2021         | 7           | 1           |
| 2022         | 10          | 4           |
| 2023         | 7           | 1           |
| 2024         | 12          | 1           |
| 2025         | 2           | 1           |
| 通算         | 38          | 8           |

## タイトル

### クラブ
ナポリ
- セリエA（2022-23）
- セリアA（2024-25）

### 代表
イタリア代表
- UEFA欧州選手権（2020）

### 個人
- セリエA月間最優秀選手（2022年1月）[16]